# Fabiana stephanii
Fabiana stephanii är en potatisväxtart som beskrevs av A.T. Hunziker och G.E. Barboza. Fabiana stephanii ingår i släktet Fabiana och familjen potatisväxter. Inga underarter finns listade i Catalogue of Life.